# Campeonato Europeu de Andebol Masculino de 2002
O Campeonato Europeu de HandebolPB/AndebolPE Masculino de 2002 foi a 5ª edição do principal campeonato de handebol das seleções da Europa. O torneio realizou-se na Suécia, nas cidades de  Helsingborg, Gotemburgo, Skövde, Jönköping, Västerås e Estocolmo. 
A Suécia ganhou o torneio em casa, com Alemanha segundo e Dinamarca terceira.